# Horizontal (Chile)
Horizontal es un think tank chileno liberal clásico, vinculado al partido de centroderecha Evópoli, fundado el año 2011 como plataforma de reflexión liberal y política pública independiente.

## Historia
Horizontal fue fundado en 2011 por un grupo de jóvenes profesionales liberales que promovían una visión moderna del rol del Estado y el mercado. A través del manifiesto El fin de los privilegios buscaban superar la lógica del Estado subsidiario, promoviendo un Estado activo que garantice oportunidades reales.
En 2012, se conforma el movimiento político Evópoli, y Horizontal pasa a desempeñar un rol clave como su brazo intelectual y generador de propuestas programáticas para la tienda y sus diputados y senadores.

## Ideología, filosofía y posición política
Horizontal promueve un enfoque de liberalismo clásico, combinando la libertad individual con un rol activo del Estado para garantizar el acceso a oportunidades. Se diferencia de otros centros de pensamiento de derecha por incorporar conceptos como el enfoque de capacidades de Amartya Sen y valores como la diversidad, inclusión, sostenibilidad y descentralización.

## Estructura y financiamiento
De acuerdo a una investigación de La Tercera, Horizontal cuenta con un equipo pequeño:
- Dos personas trabajan a tiempo parcial (part-time) en labores permanentes.
- Cuentan con aproximadamente 40 profesionales asociados, que colaboran en proyectos o publicaciones específicas.

Su financiamiento proviene exclusivamente de aportes personales, sin contratos con el Estado ni empresas.

## Actividades destacadas
- En 2022, Horizontal y Evópoli fueron anfitriones del Congreso de la Red Liberal de América Latina (RELIAL), espacio de coordinación entre partidos y centros liberales de la región.[3]

- Participación activa en mesas programáticas junto a otros centros de estudios de derecha ligados a Chile Vamos, la Unión Demócrata Independiete y Renovación Nacional, como Libertad y Desarrollo, Instituto Libertad, Idea País e Instituto Libertad para elaborar propuestas públicas conjuntas.[4]

## Relación con Evópoli
Aunque Horizontal opera formalmente como un centro independiente, actúa como el principal espacio de reflexión y producción programática del partido Evópoli. Ha contribuido a definir el sello liberal del partido, especialmente en áreas como la descentralización, libertades civiles, sustentabilidad y modernización del Estado.